# 内接球面
初等幾何学における凸多面体の内接球面（ないせつきゅうめん、英: inscribed sphere, insphere; 内球面）は、その多面体に含まれる球面で、その多面体の各面に接するものを言う。これはその多面体の内部に全く含まれる最大の球面であり、またその多面体の双対多面体の外接球面の双対である。
多面体 P の内接球面の半径を、P の内接半径 (inradius; 内半径）と呼ぶ。

## 注意
任意の正多面体は明らかに内接球面を持つが、ほとんどの非正多面体は全ての面が接する一つの球面というものを持たない（それでもそれら図形に含まれる最大の球面というものは定義できる）。そういった図形までカバーするような「内接球面」の概念ははっきり定まったものが無いように思われ、以下に挙げるような様々な「解釈」がある:
- （存在すれば）すべての面に接する球面
- （存在すれば）すべての面に（辺でや頂点で、ではなく）面で接する球面
- （存在すれば）面集合の適当な部分集合に属するすべての面で接する球面
- その多面体の内にきっちり収まる最大の球面

これらの球面は互いに一致することも多いが、一致しないような多面体に対しては内接球面の定義性質とは何なのかを明確にしなければ混乱を招く。
例えば、正小星型十二面体はすべての面に接する球面を持ち、なおかつそれより大きい球面でその多面体の内にきっちり包含されるものをも持つが、どちらを内接球面と理解すべきであろうか。Coxeter (1973) や Cundy & Rollett (1961) のような重要な権威は、十分明確に、すべての面で接する球面を内接球面としており、その定義に従って任意のアルキメデスの立体（各面が正多角形で頂点が合同）が内接球面を持たないこと、およびその双対である任意のカタランの立体が内接球面を持つことなどが意見の一致をみる。しかしそのような区別に関して曖昧で、多面体の「内接球面」の定義として違う条件を採用する文献も少なくない。